# Кочетов Костянтин Олексійович
Костянтин Олексійович Кочетов (17 березня 1932, селище Лев Толстой, тепер Лев-Толстовського району Липецької області, Російська Федерація) — радянський військовий діяч, 1-й заступник міністра оброни СРСР, генерал армії. Депутат Верховної Ради СРСР 11-го скликання. Народний депутат СРСР у 1989—1991 роках.

## Біографія
Народився в селянській родині. З 1944 по 1950 рік навчався у Тамбовському суворовському училищі.
З 1950 року служив у Радянській армії. У 1952 році закінчив Львівське піхотне училище імені Щорса.
З 1952 року командував взводом, а потім ротою в Групі радянських військ в Німеччині.
Член КПРС з 1956 року.
З 1959 року — начальник штабу мотострілецького батальйону в Далекосхідному військовому окрузі.
У 1965 році закінчив Військову академію імені Фрунзе.
З 1965 року — заступник командира, а з 1968 року — командир мотострілецького полку в Північно-Кавказькому військовому окрузі. З 1970 року — начальник штабу мотострілецької дивізії в Північно-Кавказькому військовому окрузі.
У 1973 році закінчив Військову академію Генерального штабу.
У 1973—1975 роках — командир 24-ї стрілецької дивізії («Залізної дивізії») в Прикарпатському військовому окрузі.
У 1975 — червні 1977 року — командир 31-го армійського корпусу в Закавказькому військовому окрузі.
У червні 1977 — грудні 1979 року — командувач 7-ї гвардійської армії Закавказького військового округу.
У грудні 1979 — серпні 1982 року — 1-й заступник командувача військ Забайкальського військового округу.
У серпні 1982 — серпні 1985 року — командувач Південної групи радянських військ на території Угорщини.
У серпні 1985 — травні 1988 року — командувач військ Закавказького військового округу.
У травні 1988 — січні 1989 року — командувач військ Московського військового округу.
У січні 1989 — 13 вересня 1991 року — 1-й заступник міністра оброни СРСР.
З листопада 1991 року — у відставці в місті Москві. Провідний аналітик Управління генеральних інспекторів Міністерства оборони Російської Федерації.

## Звання
- генерал-лейтенант (16.02.1979)
- генерал-полковник (16.12.1982)
- генерал армії (29.04.1988)

## Нагороди
- орден Червоного Прапора
- орден Червоної Зірки
- орден «Знак Пошани»
- орден «За службу Батьківщині у Збройних Силах СРСР» II ступеня
- орден «За службу Батьківщині у Збройних Силах СРСР» III ступеня
- орден «Червоного Прапора» (Афганістан)
- орден «9 вересня 1944 року» I ступеня (Болгарія)
- медалі